# シェアボーン

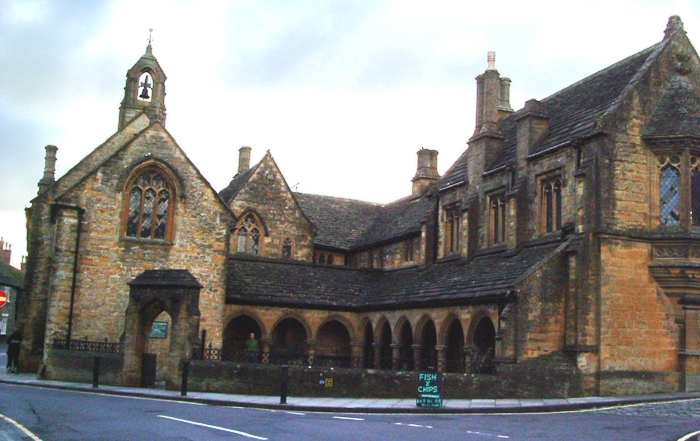
私立救貧院

シェアボーンはサウス・ウェスト・イングランドのドーセット州北西にあるマーケットタウン兼教区である。ヨービルの東6マイル（10キロメートル）のブラックモア谷の周縁部に位置し、ヨー川に接する。ロンドンとペンザンスをつなぐ、A30幹線道路が町を通っている。2011年イギリス人口調査では、シェアボーン教区と2つの選挙区の人口は9,523人だった。また、人口の28.7％が65歳以上である。
シェアボーンの歴史的建造物として、シェアボーン・アビー、マナー・ハウス、インデペンデント・スクール、2つの城（12世紀に建設された要塞跡と、16世紀にウォルター・ローリーによって建設され、シェアボーン城として知られる邸宅）がある。シェアボーン・アビーや中世からジョージ王朝時代の多くの物を含む、この町の大部分の建築物は独特な黄土色のハムストーンで建てられている。
また、シェアボーン駅がある。

## 歴史
ドゥームズデイ・ブックによれば、シェアボーンはアングロ・サクソン人により、「清流」という意味の“scir burne”と名付けられた。
シェアボーンは、イングランドのアングロ・サクソン人が建てた七王国の一つであるウェセックスの首都であり、アルフレッド大王の兄である、エゼルベルト王とエゼルボルド王がシェアボーン・アビーに埋葬されている。705年、教区がシェアボーンとウィンチェスターとに分割され、イネ王がシェアボーンの初代司教である聖アルドヘルムのために大修道院を建設した。993年、シェアボーンにてアゼルスタン王は、年に一度、諸聖人の日に聖詠を唱え、王に祈りを捧げることを条件として、シャフツベリー大修道院の修道女に土地を与えた。 1075年、司教座がオールド・サラムへ移され、シェアボーンの教会はベネディクト会の僧院となった。15世紀に、教会はシェアボーン議会と僧院とが緊張状態にある中で全焼し、1425年から1504年の間にノルマン建築の遺構と共に再建された。1539年、僧院は聖ジョン・ホージーに買い取られ、慣習的な教会となった。
シェアボーンは数世紀に亘り、多数の同名の教会の中心地となった。

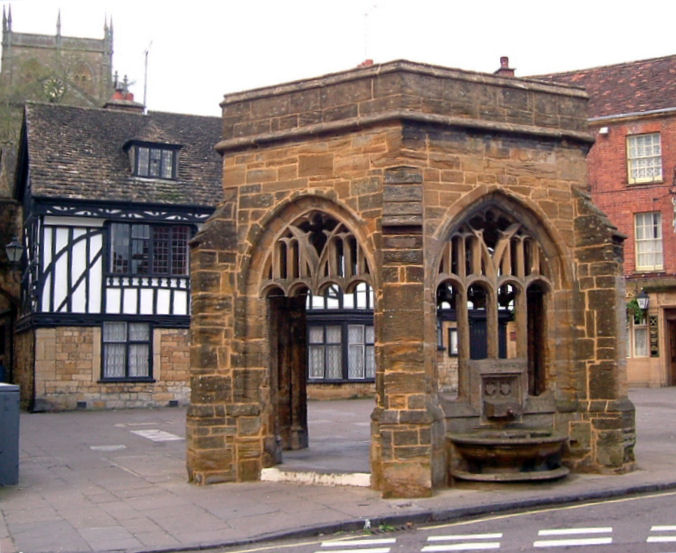
コンジット

12世紀、ロジャー・オブ・ソールズベリー、ソールズベリー主教、イングランド大法官がシェアボーンに要塞を建設した。1645年、要塞はトーマス・フェアファクスによって破壊され、要塞跡はイングリッシュ・ヘリテイジの所有物となっている。
1594年、ウォルター・ローリーは古い宮殿のあった土地にエリザベス様式の邸宅を建てたが、この建築物は今ではシェアボーン城として知られている。
シェアボーンは、クリストファー・レヴェット船長の居住地となった。彼はヨークシャー出身で、サマセット州のウッドワード陛下としてウェスト・イングランドへ来ていた。彼は海軍大佐へ転向し、ニューイングランドの探検家の先駆けとなってからもシェアボーンに留まった。

## 政治
イギリス国会では、シェアボーンは西ドーセット議会選挙区に含まれており、この選挙区からは近年では保守党のオリバー・レットウィンが選出されている。また、地方政府は、最上層にドーセット州議会、第二層に西ドーセット郡議会、最下層にシェアボーン町議会で構成されている。
国政選挙と郡議会選挙では、西ドーセットは24個の選挙区に分けられ、シェアボーンはその内の二つの選挙区を持つ。西シェアボーンと東シェアボーンである。 州議会選挙では、ドーセットは42個の選挙区に分けられ、シェアボーンは二つの選挙区を持ち、シェアボーン選挙区を形成している。

## 教育
シェアボーンには、アルフレッド大王の時代から、彼自身がそこで教育を受けた学校がある。1550年、その学校はキング・エドワード・グラマー・スクールとして、古い大修道院の建物を利用して再設立されたが、現在では単にシェアボーン・スクールとして知られている。 シェアボーン・スクールはイギリスでトップクラスのインデペンデント・スクールの一つであり、アラン・チューリング、ジェレミー・アイアンズ、クリス・マーティン、ジョン・ル・カレ、ジョン・クーパー・ポウィスを含む、功績のある多数の同窓生を輩出している。
また、1992年までは、フォスターズ・スクール・フォー・ボーイズとロード・ディックビーズ・スクール・フォー・ガールズの2校のグラマースクールがあった。両校は合併し、新しくグリフォン・スクールという名称の学校となった。その他の定評ある学校として、シェアボーン・アビー・プライマリー・スクール、シェアボーン・プレパラトリー・スクール、シェアボーン・ガールズ・アンド・ルイストン・スクールがある。また、シェアボーン・インターナショナルは外国人留学生を受け入れている。

## 歴史的建造物

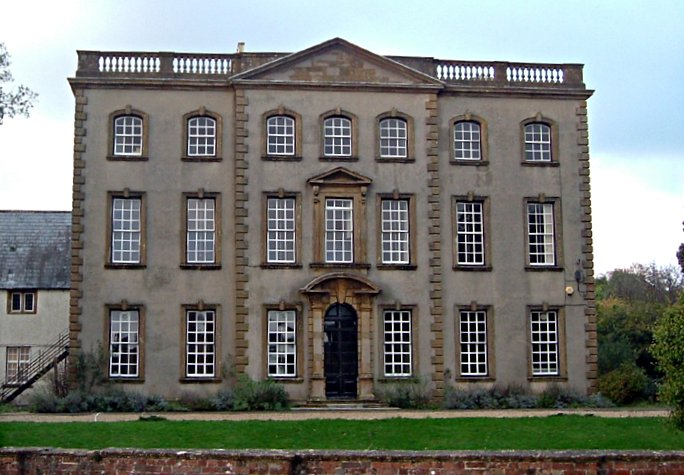
シェアボーンハウス

シェアボーンのその他の著名な歴史的建造物として、1438年に設立され、中世の建築様式と見分けがつかない程の技術でヴィクトリア朝の間に増築された、セイント・ジョン・ザ・パプティスト・アンド・ジョン・ジ・エヴァンゲリスト私立救貧院がある。また、用水路、聖ジュリアン・ホスピス、今ではシェアボーン・ハウスとして知られているロード・デビックビー・スクール（ベンジャミン・バスタード設計）がある。 ジェームス・ソーンヒル による壁画で有名な、シェアボーン・ハウスは、2004年にBBCの番組『Restoration（復元）』の対象となり、2008年にドーセット州議会によって土地開発業者のレッドクリフ・ホームズへ300万ポンドで売却された。 その改修工事には今にも外れそうなリアウォールの改築も含まれていた。

## 環境への取り組み
シェアボーンには、その地域の様々な環境問題や持続可能な社会に取り組む団体のある、活発なグリーン・コミュニティが存在する。町の北端に位置するクォーア・ローカル・ネイチャー・リザーブはかつての採石場とごみ処理場を活用し、シェアボーン・エリア・パートナーシップは環境フォーラムを監督している。また、2009年、シェアボーンは気候変動や石油ピークからの回復をめざすコミュニティとして、様々な計画や行事を企画する、トランジション・タウン の正式な一員となった。

## パック・マンデー・フェアー
長年、シェアボーンは、年に一度、10月10日（オールド・ミカエル・デー）後の最初の月曜日に、パック・マンデー・フェアーというストリート・フェアーを開催している。元来は農業の祭りであったが、今では屋台、余興、ショーといったもので盛り上がっている。

## スポーツとレジャー
シェアボーンにはノンリーグのサッカークラブであるシェアボーン・タウン・FCと、クリケットクラブ（シェアボーンCC）と、ラグビークラブ（シェアボーンRFC）がある。

## 国際交流
シェアボーンは、EU各地の24都市で構成する姉妹都市連合である『ダウズラーグ』の設立時からのメンバーである。この姉妹都市活動は1991年に始まり、お互いの国からの物産市場や祭りといった、定期的な行事が開催されている。  
今後、新たに三都市（アグロス（キプロス）、シュコーフィア・ロカ（スロベニア）、トリャブナ（ブルガリア））について、メンバーに加える議論が行われている。
| アルテア, スペイン - 1991 バート・ケッツティング, ドイツ - 1991 ベッラージョ, イタリア - 1991 バンドラン, アイルランド - 1991 グランヴィル, フランス - 1991 ホルステブロー, デンマーク - 1991 | ウッファリーズ, ベルギー - 1991 メールッセン, オランダ - 1991 ニードランヴァン, ルクセンブルク - 1991 プレヴェザ, ギリシャ - 1991 セジンブラ, ポルトガル - 1991 シェアボーン, イギリス - 1991 | カルッキラ, フィンランド - 1997 オクセレースンド, スウェーデン - 1998 ユーデンブルク, オーストリア - 1999 ホイナ, ポーランド - 2004 ケーセグ, ハンガリー - 2004 スィグルダ, ラトビア - 2004 | スシツェ, チェコ - 2004 チュリ, エストニア - 2004 ズヴォレン, スロバキア - 2007 プリエナイ, リトアニア - 2008 マルサスカーラ, マルタ - 2009 シレト, ルーマニア - 2010 |

トロントのシェアボーン・ストリートとシェアボーンTTC地下鉄駅は、アッパー・カナダの政治家でトロント市民であるトーマス・リッドアウトの生誕地がシェアボーンであったため、この町にちなんで名付けられた。